# Raión de Klímovo
El raión de Klímovo (ruso: Климовский район) es un distrito administrativo y municipal (raión) ruso perteneciente a la óblast de Briansk. Se ubica en el suroeste de la óblast. Su capital es Klímovo.
En 2018, el raión tenía una población de 26 254 habitantes.
El raión es fronterizo al sur con Ucrania y al suroeste con Bielorrusia.

## Subdivisiones
Comprende el asentamiento de tipo urbano de Klímovo (la capital) y los asentamientos rurales de Brájlov, Istopki, Kamenski Jutor, Kirílovka, Lakomaya Buda, Mitkovka, Novi Ropsk, Novyye Yurkovichi, Plavna, Sáchkovichi, Sytaya Buda, Jorómnoye, Choljov y Churovichi. Estas 15 entidades locales suman un total de 114 localidades.

## Historia
El 2 de marzo de 2023, en el curso de la invasión rusa de Ucrania, las autoridades rusas informaron de un ataque contra las pequeñas aldeas de Liubechane y Sushani, ambas situadas al sur de raión. Poco después del ataque, el Cuerpo de Voluntarios Rusos, formado por nacionalistas rusos antigubernamentales de extrema derecha que luchan por Ucrania,  asumió la responsabilidad del ataque. Ucrania calificó el ataque de provocación. Mientras que el Presidente de Rusia lo ha calificado de ataque terrorista.
En el ataque murieron dos civiles y un niño de diez años resultó herido de gravedad.